# Augustus Charles Hobart

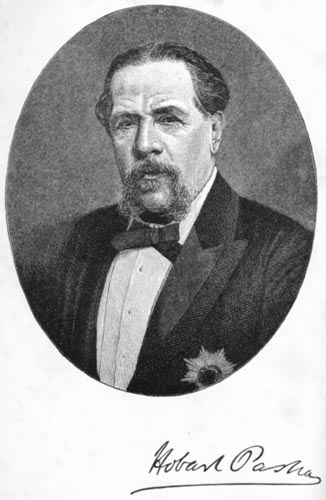
Augustus Charles Hobart-Hampden

Hon. Augustus Charles Hobart-Hampden (auch Hobart Pascha, * 1. April 1822 in Walton on the Wolds, Leicestershire; † 19. Juni 1886 in Mailand) war ein britisch-osmanischer Admiral.
Hobart war der dritte Sohn des Augustus Edward Hobart-Hampden, 6. Earl of Buckinghamshire aus dessen erster Ehe mit Mary Williams.
1835 trat er in die britische Marine ein und war in der Folgezeit im Rang eines Midshipman bei der Bekämpfung des Sklavenhandels vor der Küste Brasiliens eingesetzt. Während des Krimkrieges nahm er 1855 an den Operationen gegen die russischen Ostseehäfen teil. 1863 schied er im Rang eines Captain aus der britischen Marine aus.
Er wechselte in die Handelsschifffahrt und durchbrach während des Amerikanischen Bürgerkrieges achtzehnmal die Blockadelinie der nordstaatlichen Schiffe, um Kriegsmaterial an die Südstaaten zu liefern und Baumwolle nach Großbritannien zurückzuführen.
1867 wurde Hobart mit dem Rang eines Bahire Limassi (Konteradmiral) in den Dienst der osmanischen Marine berufen und leistete während des Aufstands auf Kreta dem Osmanischen Reich wertvolle Dienste. Hobart wurde daraufhin 1869 Vizeadmiral und auch zum Pascha erhoben. Zudem vertraute man ihm die Reorganisation der türkischen Flotte an. Im Herbst 1874 ging er in die britische Marine zurück und stieg dort bis in den Rang eines Vice-Admiral auf, doch beim Beginn des Russisch-Türkischen Krieges 1877 wurde er erneut Großadmiral der türkischen Marine. Während dieses Krieges beherrschte er das Schwarze Meer vollständig und blockierte die Handelsplätze des südlichen Russlands sowie die Mündung der Donau. 1878 war er an der Niederschlagung des griechischen Aufstands am Pelion beteiligt.
Nach dem Friedensschluss blieb Hobart Pascha als Admiral und Generaladjutant Sultan Abdülhamids II. in osmanischen Diensten und wurde 1881 zum Muschir erhoben.
Er wurde zudem mit dem Osmanje-Orden (zweiter Klasse) und Mecidiye-Orden (zweiter Klasse), dem Großkreuz des Franz-Joseph-Orden und als Kommandeur der Ehrenlegion ausgezeichnet.
Er heiratete zweimal, 1848 Mary Anne Grant († 1877) und 1879 Edith Katherine Hore († 1883), blieb aber kinderlos.

## Werke
- Sketches from my life. London 1887 (postum veröffentlicht)